# Pribuss

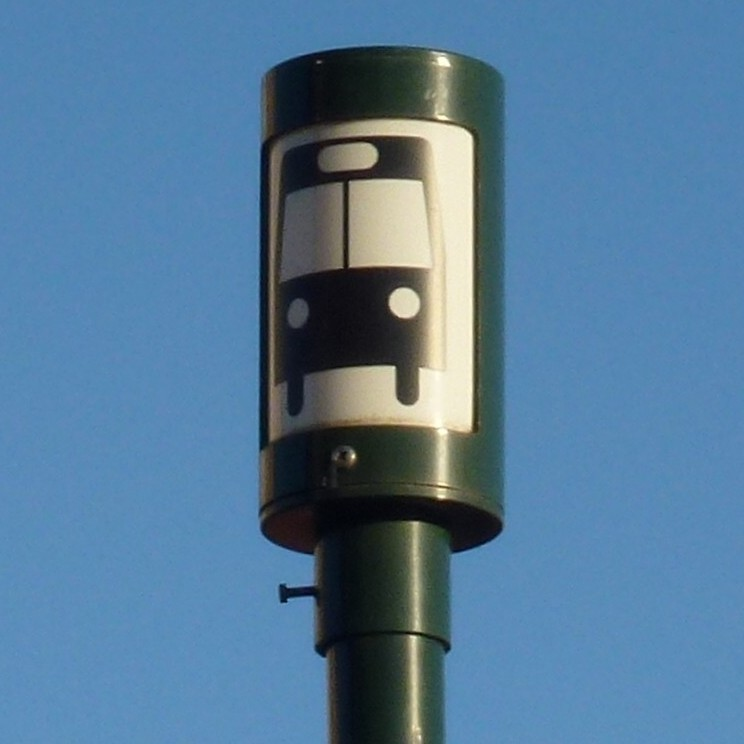
Symbolen för "Pribuss" släckt / inaktiv.

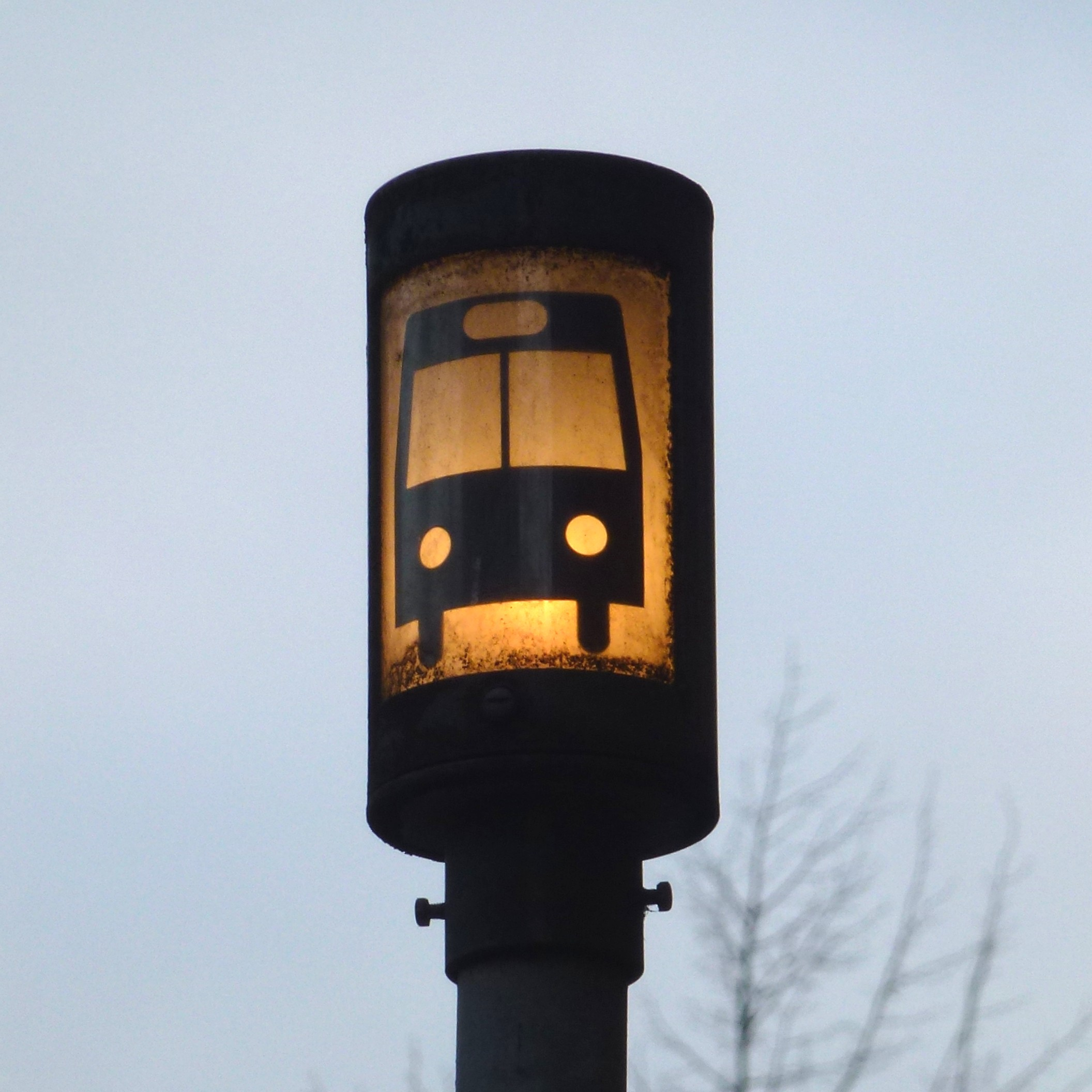
Symbolen för "Pribuss" tänd / aktiv.

Pribuss är ett automatiskt system för prioritering av stombusstrafik i kollektivtrafik, som utvecklades i Stockholm och blev insatsklart 1992. Genom Pribuss minskar fördröjningen för bussar med 10 till 20 sekunder per korsning. 

## Historik
Tekniska system att ge den kollektiva vägtrafiken förtur före övrig trafik har utvecklats i Stockholm sedan mitten av 1970-talet. Olika system testades för bussar, som med hjälp av sändare eller detektorer i vägbanan kunde skapa en egen “grön våg“. Detektorlösningen, som hade framtagits i samarbete med  L.M. Ericsson, fungerade tillfredsställande och genomfördes 1976 utmed stråket Hantverkargatan - Tegelbacken - Karl XII:s torg - Norrmalmstorg.

## Pribuss
Sedan slutet av 1980 utvecklades “Pribuss” av dåvarande Stockholms stads gatu- och fastighetskontor med hjälp av statligt stöd. Systemet var startklart 1992 och bygger på radiodetektering, det vill säga att bussen kan kommunicera med korsningens trafiksignaler. Bussen talar även om via GPS, var den befinner sig. Pribuss används i så väl oberoende trafiksignalanläggningar som i samordnade system. 
Aktiv prioritering bygger i princip på fyra funktioner:
- Förlängning av eget grönt
- Avkortning av grönt för korsande trafik
- Extra grönfas inom omloppet
- Återtagen start om bussens signalgrupp håller på att växla mot rött.

Pribuss är automatiskt och bara aktivt när bussen ligger efter sin tidtabell. Systemet kan då minska bussens försening med 10 till 20 sekunder per korsning. Det låter inte mycket men efter flera korsningar har förseningen minskat tydligt. Pribuss är såväl företagsekonomiskt som samhällsekonomiskt lönsamt. Nackdelen är att korsande trafik måste vänta längre. Ibland uppfattar väntande trafikanter en överhoppad grönfas som ett fel i anläggningen och kör mot rött. De gatustråk som är utrustade med Pribuss känns igen genom den lilla bussymbolen ovanpå trafiksignalen. Symbolen tänds när systemet är aktiverat.